# Lago Kaiser
El lago Kaiser (en alemán: Kaisersee) es un lago situado en la región administrativa de Suabia, en el estado de Baviera (Alemania). Tiene un área de 4 hectáreas y una profundidad máxima de 4 metros.